# ماريان رادا
ماريان رادا (بالرومانية: Marian Rada)‏ هو لاعب كرة قدم ومدرب كرة قدم روماني في مركز الدفاع، ولد في 14 مايو 1960 في بوخارست في رومانيا. شارك مع منتخب رومانيا لكرة القدم. أما مع النوادي، فقد لعب مع رابيد بوخارست ويونيفرسيتاتيا كرايوفا.

## وصلات خارجية
- ماريان رادا على موقع قاعدة بيانات كرة القدم.إي يو (الإنجليزية)
- ماريان رادا على موقع عالم كرة القدم.نت (الإنجليزية)